# Falcon 9 full thrust

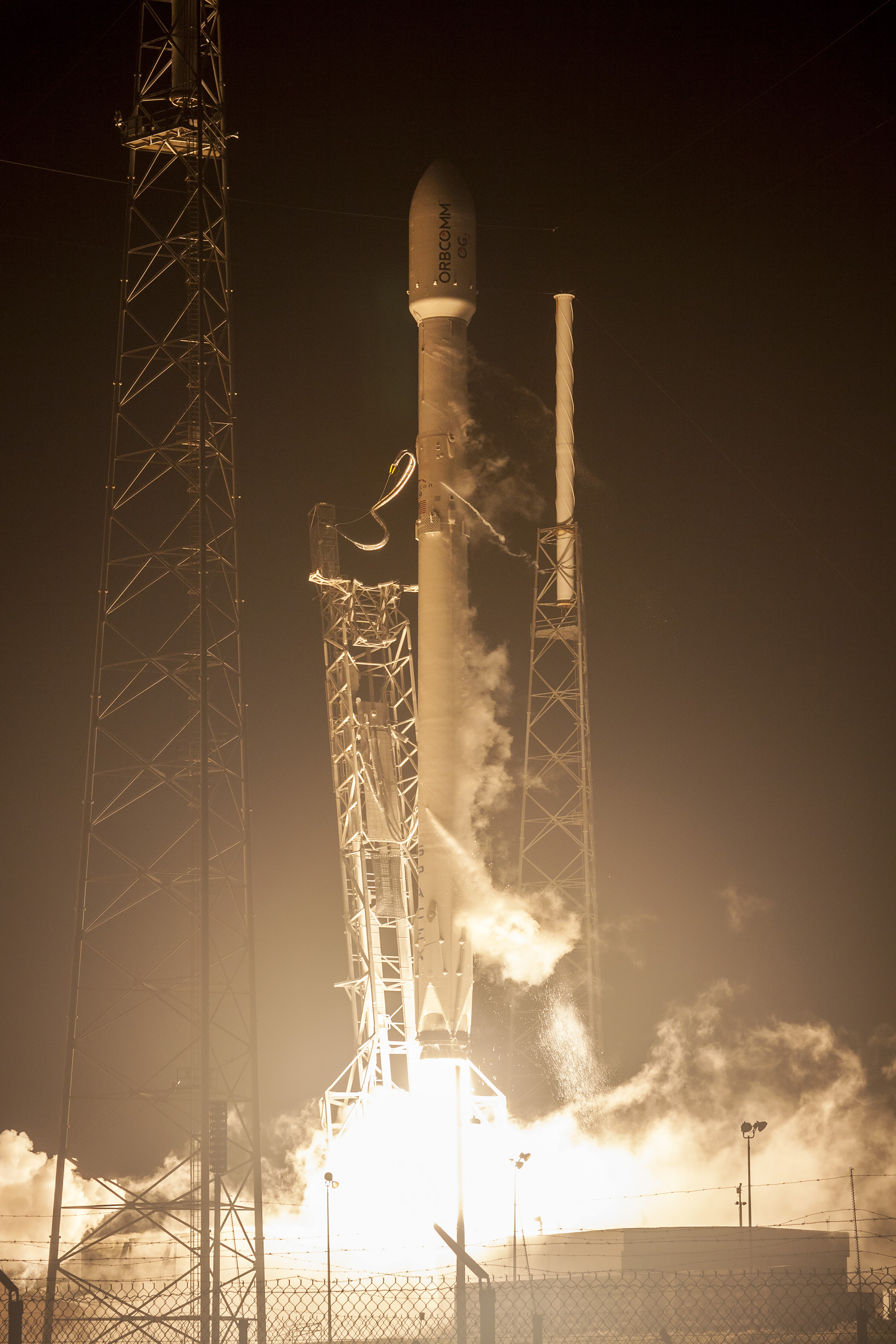
Llançament del primer Falcon 9 full thrust, Falcon 9 Flight 20, transportant 11 satèl·lits Orbcomm a l'òrbita. La primera etapa va ser recuperada al LZ-1 de Cape Canaveral Air Force Station convertint-se en el primer aterratge amb èxit del Falcon 9.

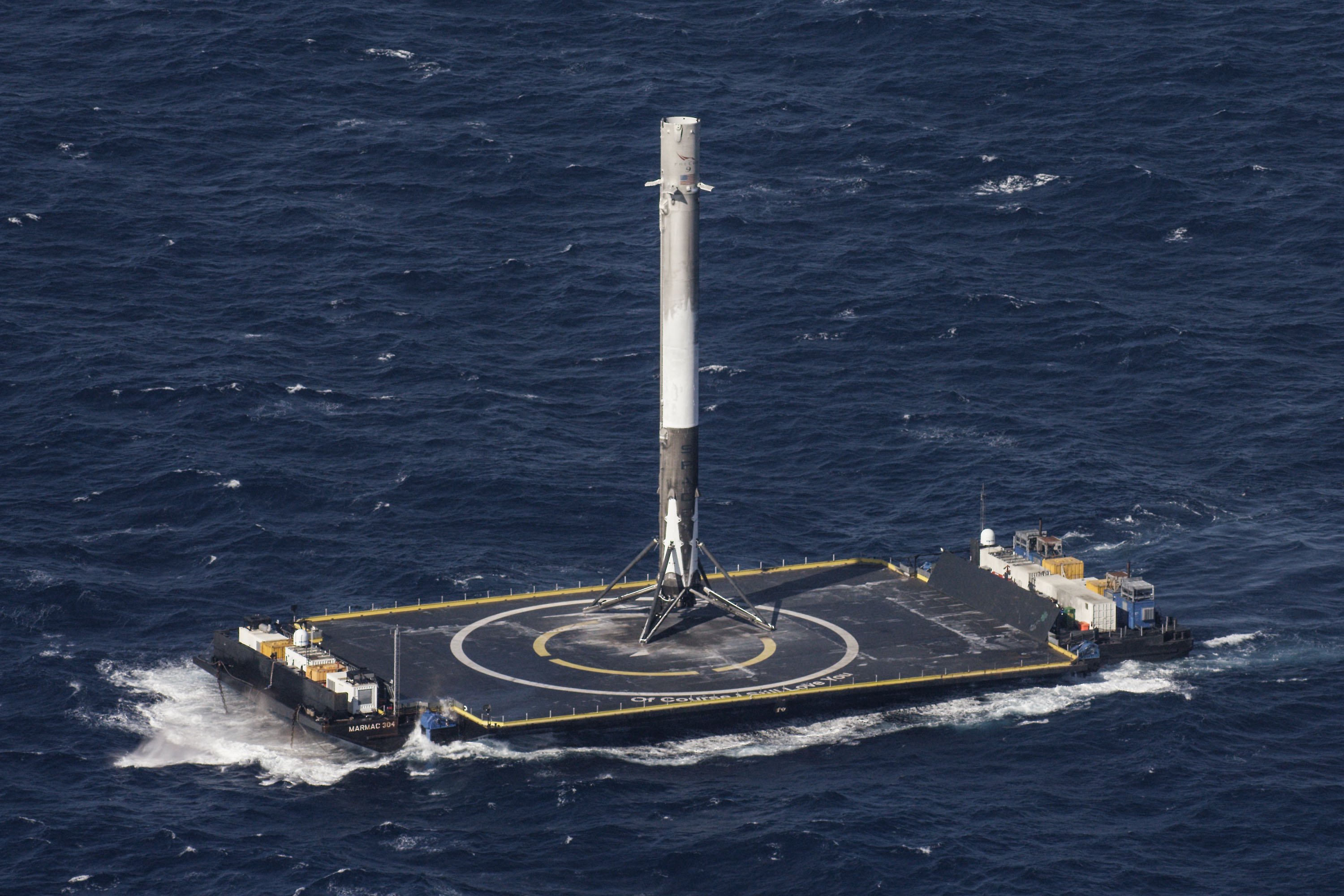
Primera etapa d'un Falcon 9 Full Thrust sobre lAutonomous spaceport drone ship (ASDS) Of Course I Still Love You.

Falcon 9 full thrust—també conegut com a Falcon 9 v1.1 Full Thrust, i anteriorment com a Falcon 9 v1.2, Enhanced Falcon 9, Full-Performance Falcon 9, Upgraded Falcon 9, i Falcon 9 Upgrade—és la tercera versió del vehicle de llançament orbital Falcon 9 de SpaceX. Dissenyat el 2014–2015, va començar les operacions de llançament el desembre de 2015. Se n'han fet les variants conegudes com a Block 3, Block 4 i Block 5. A 16 de novembre de 2018, havia protagonitzat 43 llançaments.
El desembre de 2015, la versió full thrust (impuls complet) del Falcon 9 va ser el primer vehicle de llançament de trajectòria orbital que aconseguia que la primera etapa aterrés verticalment amb èxit permetent la seva posterior recuperació amb condicions intactes, després d'un extensiu programa de desenvolupament tecnològic entre 2013 i 2015. Alguns dels avenços tecnològics necessaris, com les potes d'aterratge, ja s'havien instal·lat a la versió 1.1 del Falcon 9, però en aquesta versió no es va aconseguir que aterressin sense problema. A partir de 2017, es van començar a reutilitzar primeres etapes per posar noves càrregues en òrbita.
El Falcon 9 full thrust és una millora substancial respecte a l'anterior coet Falcon 9 v1.1, que va volar en la seva última missió el gener 2016. Amb els motors de les primera i segona etapes millorats, el dipòsit de propulsor de la segona etapa més gran, i la densificació del propulsor, el vehicle pot transportar una càrrega substancial a l'òrbita geoestacionària i realitzar un aterratge propulsiu per a la seva recuperació posterior.

## Disseny

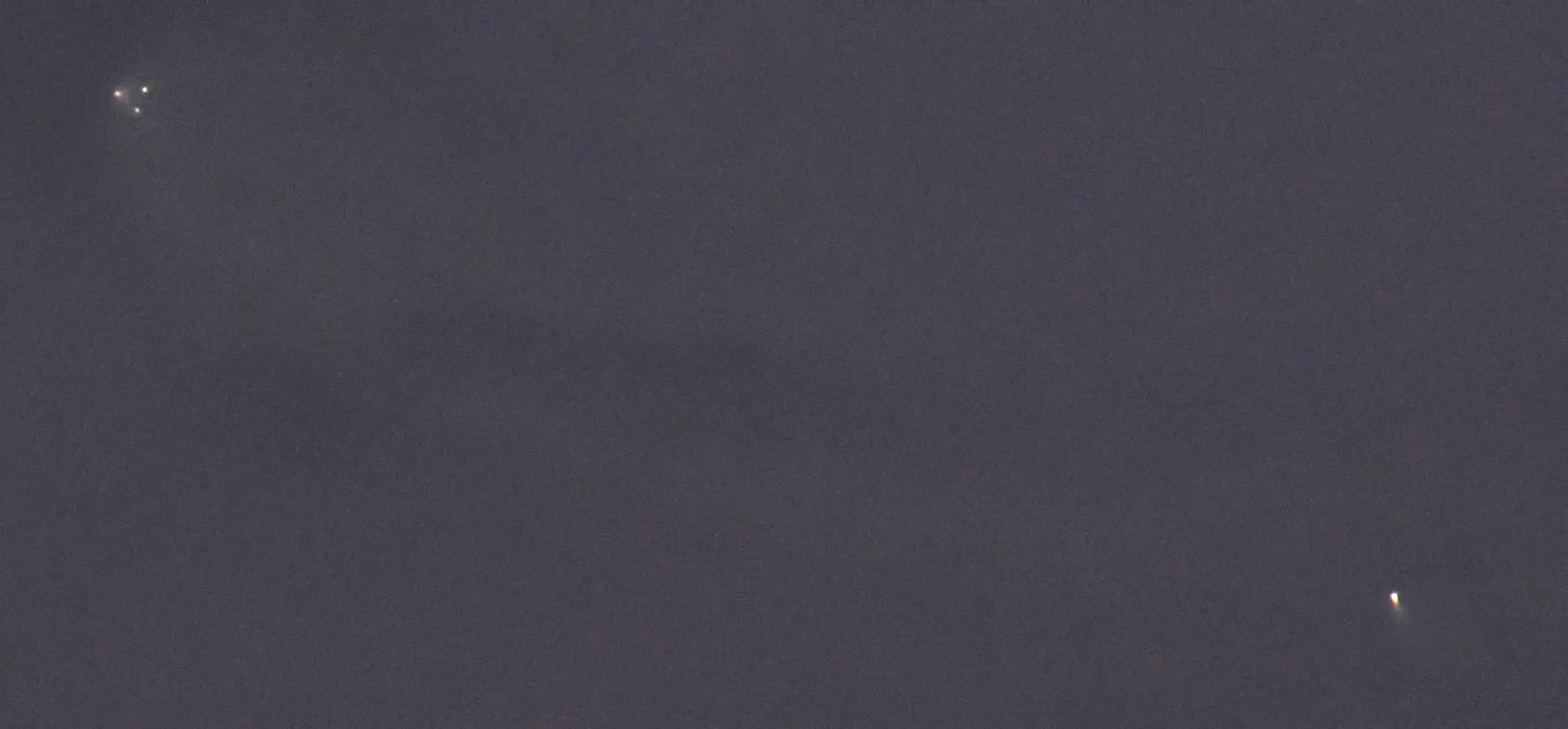
Llançament d'un Falcon 9 Full Thrust el 4 de març de 2016. La primera etapa descartada és a la part inferior dreta. La segona etapa és a la part superior esquerra, amb les dues parts del carenat de la càrrega expulsades.

Un objectiu principal del nou disseny era facilitar la reutilització dels impulsors per a tipus més diversos de missions, que incloguessin el lliurament de satèl·lits de comunicacions grossos a òrbita geosíncrona.
Com a les versions anteriors del Falcon 9, i la família Saturn del programa Apollo, la presència de múltiples motors a la primera etapa pot permetre completar la missió encara que algun dels motors falli a mig vol.

### Modificacions respecte el Falcon 9 v1.1
La tercera versió del Falcon 9 es va desenvolupar entre 2014 i 2015 i va fer el seu primer vol el desembre de 2015. Es tracta d'una variant reutilitzable de la família Falcon 9, superant-ne les capacitats, on destaca la possibilitat de "fer aterrar la primera etapa per a missions GTO al vaixell autònom" El coet es va dissenyar utilitzant sistemes i tecnologia de programari que s'havia desenvolupat dins del programa de desenvolupament d'un sistema de llançament reutilitzable de SpaceX, una iniciativa privada de SpaceX per facilitar la reutilització ràpida de les primeres etapes –i, a llarg termini, les segones— dels vehicles de llançament de SpaceX. Es van provar tecnologies diferents a la plataforma Grasshopper, i també en alguns vols del Falcon 9 v1.1 on es feien intents de descens controlat.
El 2015, SpaceX va fer unes quantes modificacions al Falcon 9 v1.1 existent. El nou coet es va conèixer internament com a Falcon 9 Full Thrust, i també es coneixia com a Falcon 9 v1.2, Enhanced Falcon 9, Full-Performance Falcon 9, i Falcon 9 Upgrade.
Les modificacions en la versió superior inclouen:
- oxigen líquid refrigerat a 665 K (392 °C) i RP-1 refrigerat a 2,665 K (2,392 °C)[12] per la densitat (permetent que s'emmagatzemi més combustible i oxidant en un volum de dipòsit donat, a més d'augmentar el flux de massa de propel·lent per les turbobombes augmentant-ne l'impuls)
- estructura millorada a la primera etapa[11][13]
- dipòsits de propel·lent de la segona etapa més llargs[11]
- unió entre trams més llarga i més forta, que conté la tovera del motor de la segona etapa, aletes en graella i els impulsors d'orientació[11][13]
- impulsor central afegit per a la separació de les etapes[11]
- evolució en el disseny de les aletes de graella[11][13]
- Octaweb modificat[11]
- potes d'aterratge millorades[11][13]
- impuls del motor Merlin 1D augmentat[11] fins a la variant de màxim impuls del Merlin 1D, aprofitant la major densitat dels propel·lents aconseguida amb la refrigeració addicional.
- impuls del Merlin 1D vacuum augmentat refrigerant els propel·lents.[11]
- diferents iniciatives per fer petites reduccions de massa.[14]

El disseny modificat va guanyar 1.2 metres addicionals de llargada, arribant als 70 metres, incloent el carenat de la càrrega, tot guanyant un augment global de rendiment del 33 per cent.
El nou motor de la primera etapa té una raó impuls-pes molt superior.
El coet de la primera etapa amb el màxim impuls podria arribar a una òrbita terrestre baixa directament sense segona etapa si no porta l'etapa superior i un satèl·lit pesant.
Les versions llançades el 2017 van portar un sistema de recuperació experimental per les meitats del carenat de la càrrega. El 30 de març de 2017, SpaceX va recuperar per primera vegada un carenat de la missió SES-10 gràcies que uns impulsors i un paracaigudes dirigible el van ajudar a planejar fins a caure suaument a l'aigua.
En el vol del 25 de juny de 2017, les aletes en graella d'alumini es van substituir per versions de titani, per millorar-ne el control i suportar millor la calor durant la
reentrada atmosfèrica. Després de la inspecció posterior al vol, Elon Musk va anunciar que les noves aletes segurament no s'haurien de reparar entre vols.

#### Sistema de terminació de vol autònom
SpaceX havia desenvolupat durant cert temps un sistema autònom alternatiu per destruir el coet i evitar que caigués en zones habitades en cas de problemes. Des de feia més de sis dècades, tots els llançaments dels Estats Units s'havien governat des de sistemes situats a la superfície. El nou sistema s'havia utilitzat en alguns vols de prova suborbitals de SpaceX amb aterratge vertical, i s'havia inclòs en alguns llançaments orbitals en paral·lel amb el tradicional, com a part del procés de validació perquè s'aprovés en vols operatius.
El febrer de 2017, el llançament del CRS-10 fou el primer operatiu que utilitzava el nou Sistema de Seguretat de Vol Autònom (Autonomous Flight Safety System o AFSS) "en qualsevol dels dos ports espacials gestionats per Comandament Espacial de la USAF, el de l'est (zona de Florida) i el de l'oest (zona de Califòrnia)". El següent vol de SpaceX, l'EchoStar 23 del març, fou l'últim llançament que utilitzava el sistema històric de radars terrestres, ordinadors de seguiment, i personal en búnquers de llançament que s'havia utilitzat durant més de 60 anys per a tots els llançaments de la zona est. Per a tots els llançaments futurs de SpaceX, AFSS ha substituït "els equips i personal de control de la missió amb base a la superfície per fonts de Cronometratge, Navegació i Posicionament situades a bord, i lògica de decisió. Els beneficis d'AFSS inclouen un augment de la seguretat pública, una disminució de la dependència en la infraestructura de la base, cost reduït, predictibilitat i disponibilitat del calendari millorades, flexibilitat operativa i flexibilitat de la finestra de llançament".

#### Block 4
El 2017, SpaceX va començar a volar amb canvis incrementals a la versió Falcon 9 Full Thrust version, anomenant-los "Block 4". Al principi, només es va modificar la segona etapa als estàndards Block 4, volant sobre una primera etapa "Block 3" durant tres missions: NROL-76 i Inmarsat-5 F4 el maig de 2017, i l'Intelsat 35e el juliol. El Block 4 es va descriure com a transició entre el Full Thrust v1.2 "Block 3" i el següent Falcon 9 Block 5. Inclou millores incrementals en la força del motor que s'acosten a l'impuls definitiu per al Block 5. El vol inaugural del disseny Block 4 complet (amb primera i segona etapes) fou la missió CRS-12 de la NASA el 14 d'agost de 2017.

#### Block 5

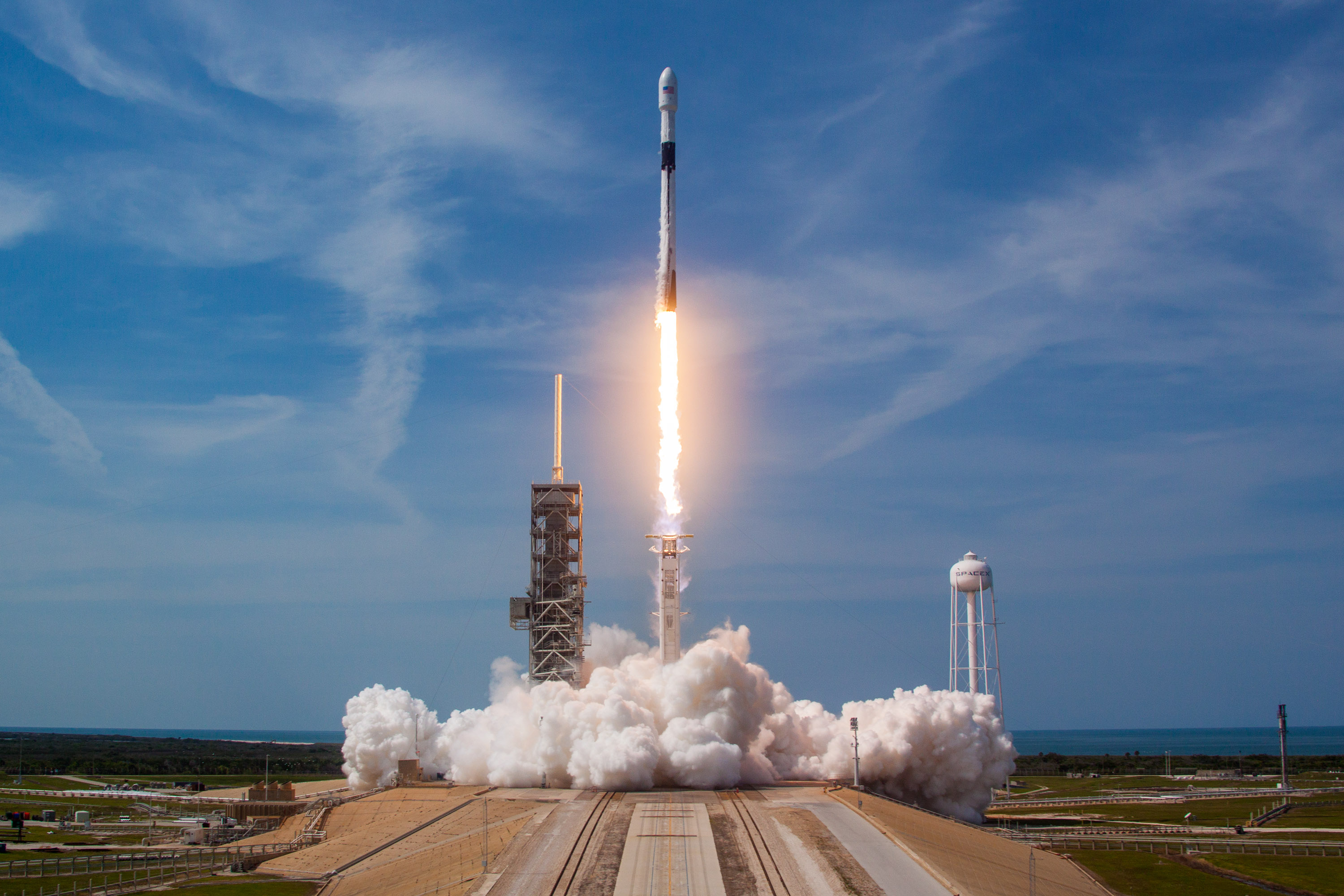
La variant Block 5 del Falcon 9 enlairant-se al Kennedy Space Center. El separador d'etapes negre sense pintar l'identifica i es pot veure a la foto.

SpaceX va anunciar el 2017 que hi havia una altra sèrie de millores incrementals en desenvolupament, una versió Falcon 9 Block 5, que ara ha succeït el Block 4 que era de transició. Els canvis més importants entre Block 3 i Block 5 són un impuls més fort a tots els motors i millores a les potes d'aterratge. A més, una multitud de canvis petits permeten facilitar el procés de recuperació i reutilització dels coets de la primera etapa. L'objectiu principal de les modificacions és augmentar la velocitat de producció i l'eficiència de la reutilització. SpaceX té com a objectiu fer volar cada coet Block 5 deu vegades fent només inspeccions entre vol i vol, i fins a 100 vegades amb reparacions.
Els canvis en el disseny del Block 5 són motivats majoritàriament per millores que calen per al programa de Tripulació Comercial del Govern dels Estats Units i per requeriments de seguretat nacional. Consisteixen en augments del rendiment, millores en la fabricació, i "probablement una centena de canvis" per augmentar el marge per a clients exigents. L'abril de 2017, Elon Musk va dir que Block 5 incorporaria:
- Per augmentar la càrrega útil:
  - 7–8% més impuls donant més potència als motors (de 176.000 lliures (79.832 kg) a 190.000 lliures (86.183 kg) per motor);
  - un sistema de control de vol millorat per tenir un angle d'atac optimitzat durant la baixada, reduint els requeriments de combustible per l'aterratge.
- Per durada de la capacitat de reutilització:
  - s'espera poder-lo llançar 10 vegades o més.[26]
  - un escut contra la calor reutilitzable que protegeix els motors i les canonades de la base del coet;
  - aletes de graella de titani fos i mecanitzat més resistents a la temperatura;[27]
  - un revestiment de protecció tèrmica a la primera etapa per limitar el dany per escalfament durant la reentrada, que inclou una capa de protecció tèrmica negra a les potes d'aterratge, el reactor i la unió entre etapes;
  - vàlvules redissenyades i requalificades per a nivells més alts i durada molt més llarga.
  - redisseny dels recipients de pressió de compòsit per a heli, anomenats COPV 2.0, per evitar que l'oxigen es congeli dins de l'estructura del tancs que provocaria un trencament.
- Per una reutilització ràpida:
  - reparació entre vols reduïda[26]
  - un joc de potes d'aterratge retractables per recuperació i enviament ràpids.[28]
  - L'estructura Octaweb està collada i no soldada, reduint el temps de fabricació.

El vol inaugural va llançar el satèl·lit Bangabandhu-1 l'11 de maig de 2018.
Es preveu que el Block 5 porti astronautes per primera vegada el juny de 2019. NASA exigeix set vols abans de certificar el coet per a vol tripulat.

### Especificacions del coet
Les especificacions i característiques del Falcon 9 Full Thrust són les següents:
| Característica                                  | Primera etapa                                                           | Segona etapa                                                            | Carenat de la càrrega  |
| ----------------------------------------------- | ----------------------------------------------------------------------- | ----------------------------------------------------------------------- | ---------------------- |
| Alçada                                          | 42.6 m (140 ft)                                                         | 12.6 m (41 ft)                                                          | 13.228 m (43.40 ft)    |
| Diàmetre                                        | 3.66 m (12.0 ft)                                                        | 3.66 m (12.0 ft)                                                        | 5.263 m (17.27 ft)     |
| Massa (sense propel·lent)                       | 22,200 kg (48,900 lb)                                                   | 4,000 kg (8,800 lb)                                                     | 1,700 kg (3,700 lb)    |
| Massa (amb propel·lent)                         | 433,100 kg (954,800 lb)                                                 | 111,500 kg (245,800 lb)                                                 | N/A                    |
| Tipus d'estructura                              | dipòsit de LOX: monocasc Dipòsit de combustible: recobriment i llarguer | dipòsit de LOX: monocasc Dipòsit de combustible: recobriment i llarguer | Meitats de monocasc    |
| Material de l'estructura                        | superfície d'alumini-liti; cúpula d'alumini                             | superfície d'alumini-liti; cúpula d'alumini                             | Fibra de carboni       |
| Motors                                          | 9 × Merlin 1D                                                           | 1 x Merlin 1D Vacuum                                                    | N/A                    |
| Tipus de motor                                  | Líquid, gasogen                                                         | Líquid, gasogen                                                         | N/A                    |
| Propel·lent                                     | oxigen líquid refrigerat, querosè (RP-1)                                | oxigen líquid, querosè (RP-1)                                           | N/A                    |
| Capacitat del dipòsit d'oxigen líquid           | 287,400 kg (633,600 lb)                                                 | 75,200 kg (165,800 lb)                                                  | N/A                    |
| Capacitat del dipòsit de querosè                | 123,500 kg (272,300 lb)                                                 | 32,300 kg (71,200 lb)                                                   | N/A                    |
| Tovera del motor¡                               | Gimbaled, expansió 16:1                                                 | Gimbaled, expansió 165:1                                                | N/A                    |
| Dissenyador/fabricant del motor                 | SpaceX / SpaceX                                                         | SpaceX / SpaceX                                                         | N/A                    |
| Empenyiment (total d'etapes)                    | 7,607 kN (1,710,000 lbf) (nivell del mar)                               | 934 kN (210,000 lbf) (buit)                                             | N/A                    |
| Sistema d'alimentació del propel·lent           | Turbobomba                                                              | Turbobomba                                                              | N/A                    |
| Capacitat de regulació                          | Sí: valors desconeguts                                                  | Sí: 930–360 kN (210,000–81,000 lbf) (buit)                              | N/A                    |
| Capacitat de rearrencar                         | Sí (només 3 motors per impulsos en el retorn/aterratge)                 | Sí, ignitors pirofòrics de TEA-TEB duals i redundants                   | N/A                    |
| Pressurització del dipòsit                      | Heli escalfat                                                           | Heli escalfat                                                           | N/A                    |
| Control d'actitud en ascens capcineig, guinyada | Motors amb tovera basculant                                             | Motor amb tovera basculanat i propulsors de nitrogen                    | N/A                    |
| Control d'actitud en ascens balanceig           | Motors amb tovera basculant                                             | propulsors de nitrogen                                                  | N/A                    |
| Control d'actitud en planeig/descens            | Propulsors de nitrogen i aletes de graella                              | Propulsors de nitrogen                                                  | Propulsors de nitrogen |
| Procés d'aturada                                | Comandat                                                                | Comandat                                                                | N/A                    |
| Sistema de separació d'etapes                   | Pneumàtic                                                               | N/A                                                                     | Pneumàtic              |

El Falcon 9 Full Thrust utilitza un separador d'etapes de 4,5 metres de llargada que és més llarg i més fort que el del Falcon 9 v1.1. És "una estructura de compòsit que consisteix en un nucli d'alumini en estructura de niu d'abella rodejat per capes de fibra de carboni". La llargada total del vehicle en el moment de l'enlairament és de 70 metres, i la massa total amb combustible és de 549.000 kg.
El vehicle millorat del Falcon 9 Full Thrust "porta sistemes de recuperació de la primera etapa, que permeten tornar la primera etapa al lloc de llançament després de completar els requeriments principals de la missió. Aquests sistemes comprenen quatre potes d'aterratge, que estan unides al dipòsit de la primera etapa durant l'ascens. El propel·lent de sobres que es reserva per les operacions de recuperació de la primera etapa del Falcon 9 es pot desviar per utilitzar-se en l'objectiu primari de la missió, si cal, assegurant marges de rendiment suficients per tenir èxit en les missions". La capacitat de càrrega nominal a una òrbita de transferència geoestacionària és de 5.500 kg amb recuperació de la primera etapa (el preu per llançament és de 62 milions de dòlars), o de 8.300 kg si la primera etapa no es reutilitza.

## Història del desenvolupament

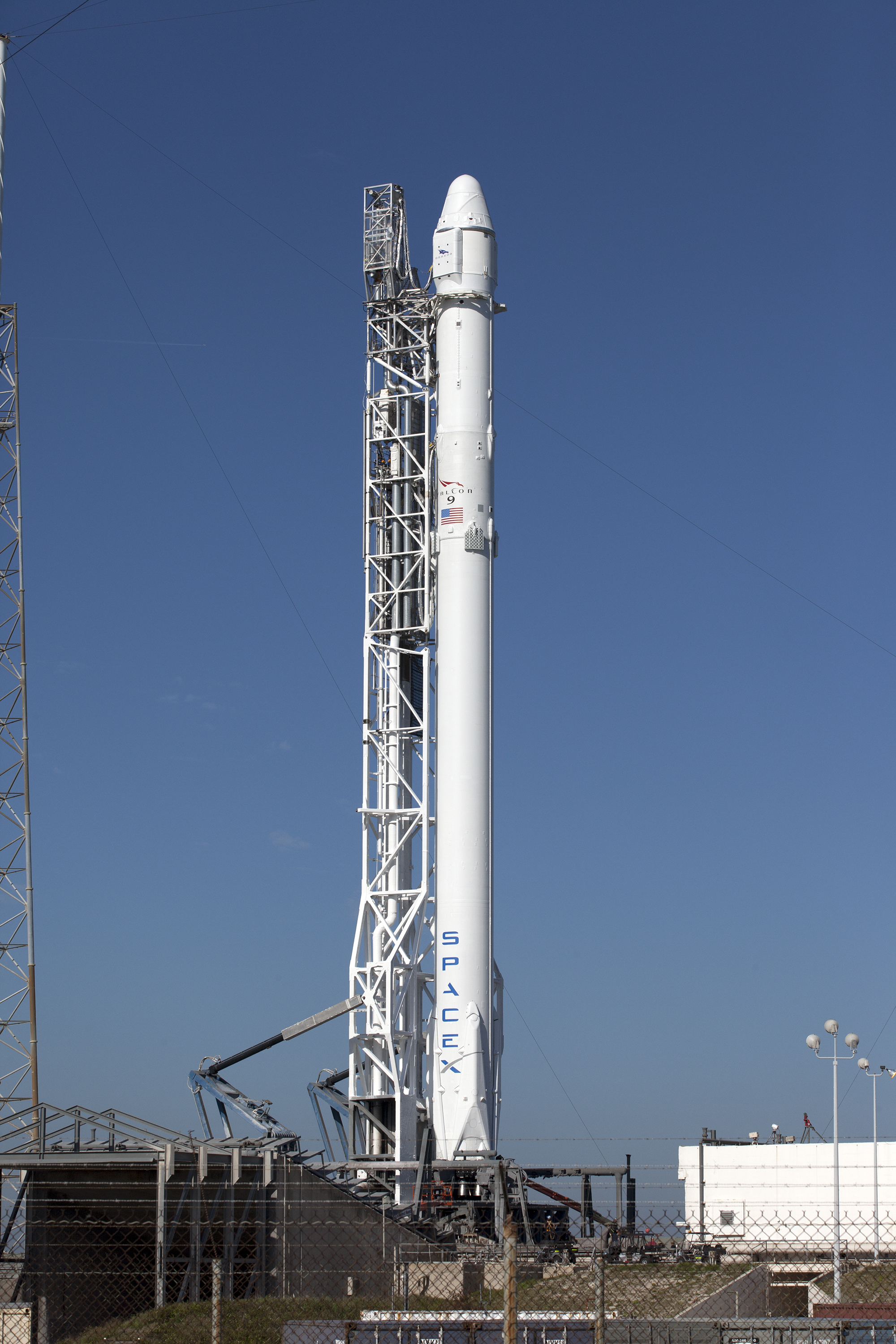
Un coet Falcon 9 Full Thrust amb la càpsula Dragon de l'SpaceX CRS-8 al punt de llançament l'abril de 2016

### Desenvolupament
Des de març de 2014, les especificacions de preus i càrregues útils de SpaceX que es publicaven per al coet d'un sol ús Falcon 9 v1.1 contenien de fet aproximadament un 30% més de capacitat del que indicava la llista de preus publicada. En aquell moment, la capacitat addicional es reservava perquè SpaceX dugés a terme proves de reutilització amb el Falcon 9 v1.1 tot aconseguint les càrregues útils especificades per als clients. En aquesta primerenca versió 1.1 s'havien força canvis d'enginyeria per afavorir la reutilització i la recuperació de la primera etapa. SpaceX va indicar que tenien marge per augmentar la capacitat de càrrega per al Falcon 9 Full Thrust, o reduir el preu del llançament, o totes dues coses.
El 2015, SpaceX va anunciar unes quantes modificacions al vehicle de llançament Falcon 9 v1.1. El nou coet es va conèixer internament durant cert temps com a Falcon 9 v1.1 Full Thrust, però també amb d'altres noms com Falcon 9 v1.2, Enhanced Falcon 9, Full-Performance Falcon 9, Upgraded Falcon 9, i Falcon 9 Upgrade. Des del primer vol del "full thrust upgrade", SpaceX s'hi ha referit com a Falcon 9 i prou.
La Presidenta de SpaceX Gwynne Shotwell va explicar el març de 2015 que el nou disseny tindria com a resultat una producció més optimitzada així com un rendiment millorat:
 Així que tenim els motors de més empenyiment, n'hem acabat el desenvolupament, estem en [proves de qualificació]. El que també fem és modificar l'estructura una mica. Vull que a la meva fàbrica només es facin dues versions, o dos nuclis, més que això no seria bo des de la perspectiva del client. Estem parlant d'un augment del 30% en rendiment, potser una mica més. El que fa és que ens permet de fer aterrar la primera etapa per a missions GTO en el vaixell autònom. 
Segons una nota de SpaceX de maig de 2015, no caldria tornar a certificar el Falcon 9 Full Thrust segurament per fer llançaments per als contractes del govern dels Estats Units. Shotwell va afirmar que "És un procés iteratiu [amb les agències]" i que "serà cada vegada més ràpid certificar noves versions del vehicle". La Força Aèria dels Estats Units va certificar la versió millorada del vehicle per utilitzar-se en llançaments militars el gener de 2016, basant-se en l'únic llançament amb èxit que s'havia fet fins aquella data i la "capacitat demostrada per dissenyar, produir, qualificar i lliurar un nou sistema de llançament i proporcionar l'assegurament de la missió requerit per transportar satèl·lits de seguretat nacional a òrbita".

### Proves
La primera etapa millorada va començar les proves d'acceptació a la instal·lació de SpaceX a McGregor el setembre de 2015. La primera de les dues proves de foc estàtiques es va completar el 21 de setembre de 2015 i comprenia el propel·lent refrigerat i els motors Merlin 1D millorats. El coet va arribar a la màxima potència durant la prova estàtica i es va programar per llançar-se a partir del 17 de novembre de 2015.

### Vol inaugural
SES S.A., una empresa operadora i propietària de satèl·lits, va anunciar el febrer de 2015 els seus plans per llançar el seu satèl·lit SES-9 amb el primer vol del Falcon 9 Full Thrust. Al final, SpaceX va decidir llançar el SES-9 al segon vol del Falcon 9 Full Thrust i enviar la segona constel·lació d'Orbcomm OG-2 al primer. Com va explicar Chris Bergin de NASASpaceFlight, SES-9 requeria un perfil d'ignicions més complicat a la segona etapa, on calia aturar i engegar el motor, mentre que la missió Orbcomm "permetria que la Segona Etapa fes proves addicionals abans de la missió SES-9, que era més exigent".
El Falcon 9 Full Thrust va completar el seu vol inaugural el 22 de desembre de 2015, posant en òrbita una càrrega útil d'onze satèl·lits Orbcomm i fent aterrar la primera etapa del coet intacta a la Zona d'Aterratge 1 de SpaceX a Cap Canaveral. La segona missió, SES-9, es va fer el 4 de març de 2016.

## Llançaments destacats
A 16 de novembre de 2018, el Falcon 9 Full Thrust havia volat en 43 missions, totes amb èxit. La primera etapa es va recuperar en 29. On coet va quedar destruït durant les proves prèvies al llançament, i no es compta com a missió enlairada.
L'1 de setembre de 2016, el coet que contenia l'Amos-6 de Spacecom va explotar a la plataforma de llançament (Complex de llançament 40) mentre estava carregant combustible en preparació per a una prova de foc estàtica. La prova es feia en preparació per al llançament de 29è vol del Falcon 9 previst per al 3 de setembre de 2016. El vehicle i la càrrega útil, valorada en 200 milions de dòlars, van quedar destruïts per l'explosió. La investigació que es va dur a terme va demostrar que la causa arrel havia estat la ignició d'oxigen sòlid o líquid comprimit entre capes dels embolcalls de fibra de carboni dels dipòsits d'heli. Per resoldre el problema de cara als futurs vols, SpaceX va fer canvis al disseny dels dipòsits i al procediment de càrrega de combustible.

## Espais per al llançament i l'aterratge

### Plataformes de llançament
Com amb el seu predecessor, el Falcon 9 v1.1, al principi SpaceX va utilitzar el Complex de llançament 40 de la Base de la Força Aèria de Cap Canaveral i el Complex de llançament espacial 4E de la Base de Vandenberg per als coets Falcon 9 Full Thrust. Després de l'accident de 2016 al Complex 40, els llançaments de la costa Est es van canviar a la plataforma renovada del LC-39A del Kennedy Space Center, llogat a la NASA.
La feina d'arquitectura i disseny d'enginyeria per preparar els canvis al LC-39A havia començat el 2013, i el contracte per llogar la plataforma a la NASA es va signar l'abril de 2014; la construcció va començar el 2014 mateix, i va comprendre l'edificació d'una gran "Instal·lació d'integració horitzontal (Horizontal Integration Facility o HIF) que pogués contenir tant els vehicles de llançament Falcon 9 com els Falcon Heavy amb tota la maquinària i càrrega associades durant el procés. El primer llançament s'hi va fer el 19 de febrer de 2017 amb la missió CRS-10. Encara s'hi han d'afegir instal·lacions de cara als vols tripulats amb la càpsula Dragon.
S'està construint un complex de llançament privat addicional, que només s'ha d'utilitzar per llançaments comercials, a Boca Chica Village prop de Brownsville, Texas
després d'un procés d'avaluació que es va fer entre 2012 i mitjans de 2014 on també eren candidats llocs de Florida, Georgia, i Puerto Rico.

### Llocs d'aterratge

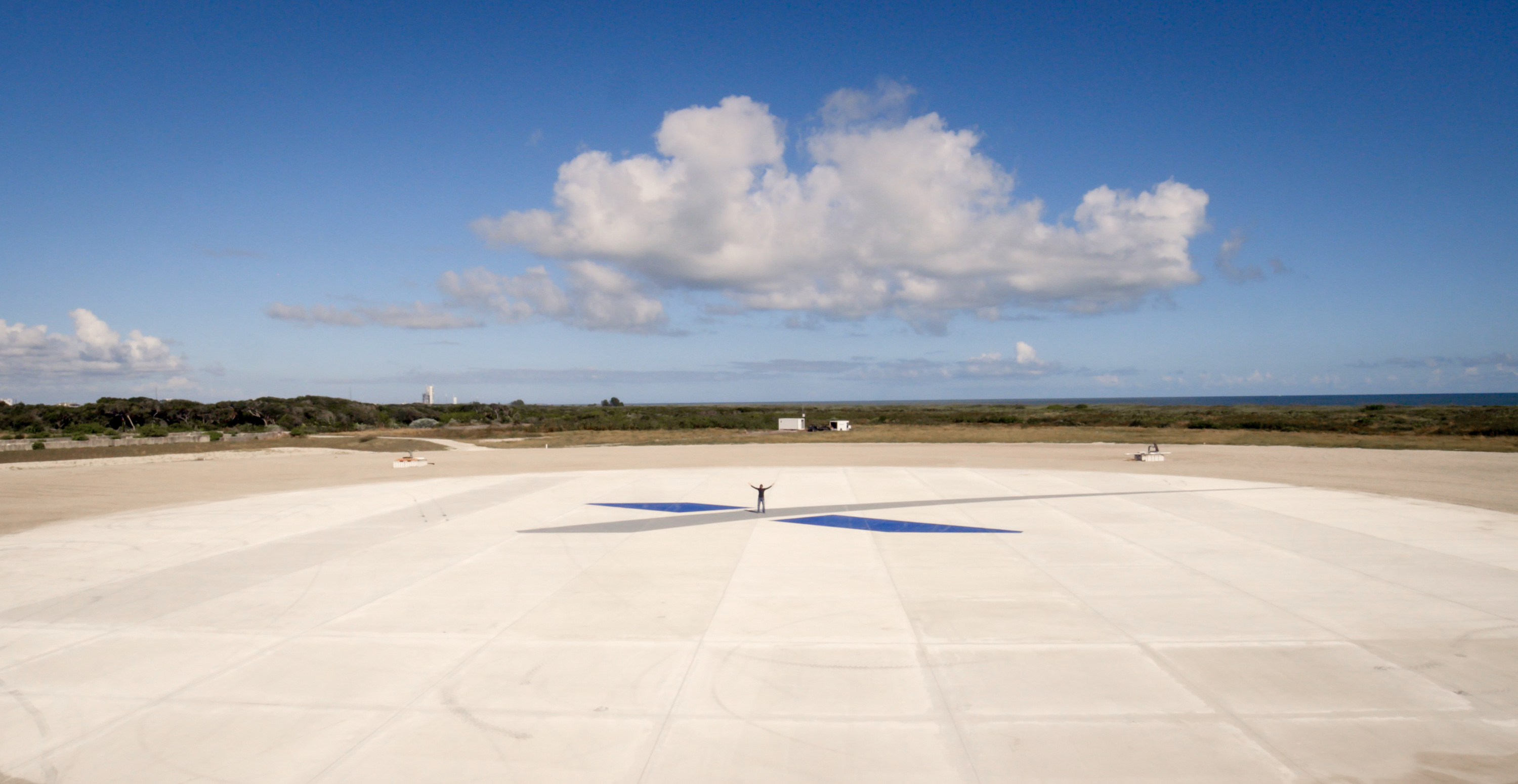
Landing Zone 1 a la Base de la Força Aèria de Cap Canaveral

SpaceX ha acabat la construcció d'una zona d'aterratge a la Base de la Força Aèria de Cap Canaveral, coneguda com a LZ-1. La zona, que consisteix en una plataforma de 282 peus (86 m) de diàmetre, es va utilitzar per primer cop el 16 de desembre de 2015 amb l'aterratge amb èxit del Falcon 9 Full Thrust. L'aterratge a LZ-1 fou el primer que aconseguia el Falcon 9 i el tercer intent d'aterratge en superfície dura. A data d'11 de novembre de 2016, deu coets Falcon 9 havien aterrat a LZ-1; cap no va fallar.
Al costat mateix de LZ-1 SpaceX va construir l'LZ-2 per permetre aterratges simultanis després dels vols del Falcon Heavy. A 9 d'octubre de 2018, hi ha aterrat un coet.
SpaceX també ha començat a construir un lloc d'aterratge a l'antic complex de llançament SLC-4W de la base de Vandenberg. El 2014, es va enderrocar la plataforma de llançament per reconstruir-la en forma de lloc d'aterratge. El 8 d'octubre de 2018, un Falcon 9 va aterrar amb èxit per primera vegada a la nova plataforma, coneguda com a LZ-4.

### Vaixells autònoms
A partir de 2014, SpaceX va encarregar la construcció d'autonomous spaceport drone ships (ASDS) a partir de barcasses amb coberta, equipades amb motors per mantenir la posició i una gran plataforma d'aterratge. Els vaixells, que s'estan aturats a cents de quilòmetres del cosmòdrom, permeten la recuperació de la primera etapa en missions d'alta velocitat que no poden tornar al lloc de llançament.
SpaceX té dos vaixells autònoms operatius, Just Read the Instructions a l'Oceà Pacífic per als llançaments des de Vandenberg i Of Course I Still Love You a l'Oceà Atlàntic per als de Cap Canaveral. A 16 de novembre de 2016, 21 vols del Falcon 9 Full Thrust han intentat aterrar en un vaixell autònom; 19 ho han aconseguit.